# Sri Pahang FC
Der fünfmalige Meister Malaysias, Pahang FA ist eine Verbandsmannschaft der Football Association Pahang. Die Mannschaft spielt in der höchsten Liga des Landes, der Malaysia Super League. Gegründet wurde die Mannschaft 1959 als Repräsentant des Staates Pahang und seines Fußballverbandes.

## Vereinserfolge

### National
- Malaysia Super League

Meister: 1987, 1992, 1995, 1999, 2004
Vizemeister: 1984, 1991, 1998, 2005, 2017, 2019
- Malaysia Cup

Gewinner: 1983, 1992, 2013, 2014
Finalist: 1984, 1994, 1995, 1997, 2024/25
- Malaysia FA Cup

Gewinner: 2006, 2014, 2018
Finalist: 1995, 2017
- Piala Sumbangsih

Gewinner: 1992, 1993, 2014
Finalist: 1985, 1988, 1995, 2007, 2015

## Stadion
Seine Heimspiele trägt der Verein im Darul Makmur Stadium in Kuantan aus. Das Stadion hat eine Kapazität von 40.000 Plätzen. Eigentümer des Stadions ist die Darul Makmur Stadium Corporation. Betrieben wird das Stadion vom Verein Pahang FA.

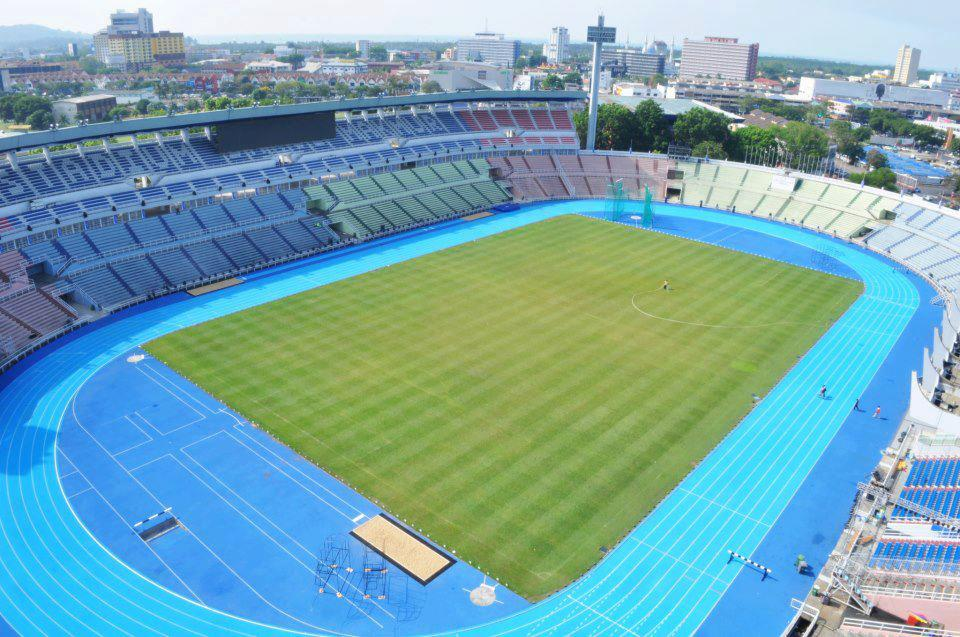
Darul Makmur Stadium

| Koordinaten                  |
| ---------------------------- |
| 3° 48′ 53″ N, 103° 19′ 26″ O |

## Spieler
Stand: 8. Juni 2022
| Nr. |             | Position | Name                  |
| --- | ----------- | -------- | --------------------- |
| 1   | Malaysia    | TW       | Zarif Irfan           |
| 2   | Malaysia    | AB       | Wan Amirzafran        |
| 4   | Malaysia    | AB       | Nicholas Swirad       |
| 5   | Malaysia    | AB       | Jadid Ilias           |
| 7   | England     | MF       | Lee Tuck              |
| 8   | Laos        | ST       | Billy Ketkeophomphone |
| 10  | Malaysia    | ST       | Abdul Malik Mat Ariff |
| 11  | Malaysia    | ST       | Shahrul Aizad         |
| 12  | Malaysia    | MF       | Baqiuddin Shamsudin   |
| 13  | Malaysia    | AB       | Ashar Al Aafiz        |
| 14  | Malaysia    | ST       | Sean Gan              |
| 16  | Argentinien | MF       | Sergio Aguero         |
| 17  | Malaysia    | MF       | Zuhair Aizat          |
| 18  | Malaysia    | TW       | Daniel Wafiuddin      |
| 19  | Malaysia    | ST       | Shahrul Nizam         |
| 20  | Malaysia    | MF       | Azam Azih             |
| 22  | Malaysia    | TW       | Syazmin Rozaimi       |

| Nr. |             | Position | Name                |
| --- | ----------- | -------- | ------------------- |
| 23  | Malaysia    | ST       | Nur Izzat Che Awang |
| 24  | Malaysia    | AB       | Muslim Ahmad        |
| 27  | Malaysia    | AB       | Azwan Aripin        |
| 30  | Mali        | TW       | Mamadou Samassa     |
| 33  | Malaysia    | AB       | Haznul Zaim Zafri   |
| 35  | Malaysia    | ST       | Syaahir Nizam       |
| 55  | Malaysia    | MF       | David Rowley        |
| 62  | Malaysia    | AB       | Faizal Arif         |
| 71  | Malaysia    | AB       | Fandi Othman        |
| 88  | Argentinien | ST       | Manuel Hidalgo      |
| 91  | Frankreich  | AB       | Johan Martial       |
|     | Philippinen | MF       | Kevin Ingreso       |
|     | Kolumbien   | ST       | Steven Rodríguez    |
|     | Malaysia    | MF       | Mior Dani           |
|     | Malaysia    | MF       | Nasyrullah Zaki     |
|     | Malaysia    | AB       | Amin Che Jusoh      |
|     | Malaysia    | MF       | Saiful Jamaluddin   |

## Trainer seit 1994
| Name                    | Zeit bei Pahang FA | Zeit bei Pahang FA |
| Name                    | von                | bis                |
| ----------------------- | ------------------ | ------------------ |
| Ahmad Yunus Mohd Alif   | 1994               | 1996               |
| Jorgen Erik Larsen      | 1. Januar 1997     | 31. Dezember 1998  |
| Alan Davidson           | 1999               |                    |
| Fuzzeimi Ibrahim        | 1999               | 2000               |
| Ahmad Yunus Mohd Alif   | 2001               | 2002               |
| Ralf Borges Ferreira    | 2003               |                    |
| Ahmad Yunus Mohd Alif   | 2004               |                    |
| Zainal Abidin Hassan    | 2005               | 2006               |
| Haji Ahmad Yusof        | 2007               |                    |
| Zainal Abidin Hassan    | 2008               |                    |
| Tajuddin Noor           | 2009               |                    |
| Dollah Salleh           | 1. Januar 2010     | 31. Dezember 2013  |
| Ron Smith               | 1. Januar 2014     | 6. März 2014       |
| Zainal Abidin Hassan    | März 2014          | Dezember 2015      |
| Ahmad Shaharuddin Rosdi | Dezember 2015      | März 2016          |
| Razip Ismail            | 17. März 2016      | 31. Dezember 2016  |
| Dollah Salleh           | 1. Januar 2017     | 31. Dezember 2020  |
| Thomas Dooley           | 4. Januar 2021     | 14. März 2021      |
| Dollah Salleh           | 15. März 2021      |                    |
| Christophe Gamel        | Dezember 2016      | heute              |

## Ehemalige bekannte Spieler
- Piyapong Piew-on (1986–1989)
- Attaphol Buspakom (1989–1991, 1994–1996)
- Mamadou Diallo (2004)
- Ante Milicic (2004)

## Sponsoren
| Jahr               | Ausrüster     | Trikotsponsor         |
| ------------------ | ------------- | --------------------- |
| 1989 bis 1990      | Schwarzenbach | Dunhill               |
| 1991               | Puma          | Dunhill               |
| 1992 bis 1998      | Diadora       | Dunhill               |
| 1999 bis 2000      | Mikasa        | Dunhill               |
| 2001 bis 2003      | Kronos        | Dunhill               |
| 2004 bis 2005      | Adidas        | Dunhill               |
| 2006 bis 2007      | Adidas        | Telekom Malaysia      |
| 2008               | Hummel        | Telekom Malaysia      |
| 2009               | Lotto         | Telekom Malaysia      |
| 2010               | Lotto         | the ZON hotel         |
| 2011 bis 2012      | Lotto         | Resorts World Genting |
| 2013               | Stobi         | Resorts World Genting |
| 2014 bis 2016      | Puma          | Aras Kuasa            |
| 2017               | Jako          | Aras Kuasa            |
| Juli 2017 bis 2018 | Fila          | Aras Kuasa            |
| 2019 bis 2020      | Umbro         | Aras Kuasa            |

## Erläuterungen / Einzelnachweise
1. ↑  rsssf.org: Liste der Meister
2. ↑  Sri Pahang FC - Kader im Detail 2022. Abgerufen am 8. Juni 2022.